# 福居武
福居 武（ふくい たける、1990年3月29日 - ）は、日本のラグビー選手。

## プロフィール
- 大阪府東大阪市出身。
- ポジションはスクラムハーフ(SH)。
- 身長 177cm、体重 82kg
- ニックネームはタケル。
- U20日本代表[1]や関東代表[2]に選ばれたことがある。

## 来歴
小学2年生からラグビーを始めた。
2008年、啓光学園高校卒業後、大阪体育大学に入る。
2012年、大阪体育大学卒業後、キヤノンイーグルスに加入。同年9月1日に行われたジャパンラグビートップリーグ第1節のNTTドコモレッドハリケーンズ戦に先発出場で公式戦初出場を果たす。
2018年、近鉄ライナーズに加入。東大阪小売商業団体連合会の東大阪のお買い物促進ポスターに起用される。
2020年、近鉄ライナーズを退団した。